# Chiesa di San Michele Arcangelo (Lemie)
La chiesa di San Michele Arcangelo è la parrocchiale di Lemie, in città metropolitana e arcidiocesi di Torino; fa parte del distretto pastorale Torino Nord.

## Storia
L'originaria parrocchiale lemiese, con la facciata che guardava a ponente, sorse intorno alla fine del XIV secolo.
A partire dalla seconda metà del Seicento questo edificio si rivelò insufficiente a soddisfare le esigenze dei fedeli, che in pochi decenni avevano superato le 1500 unità. Così, nel 1689 iniziò costruzione del nuovo luogo di culto; i lavori furono portati a compimento nel 1701.
Il 6 agosto 1769 l'arcivescovo di Torino Francesco Luserna Rorengo di Rorà, compiendo la sua visita pastorale, celebrò la consacrazione della chiesa; in quell'occasione il presule prescrisse alcuni interventi di risistemazione.
La torre campanaria venne eretta con il contribuito dei fedeli nel 1808 in sostituzione del 0recedente camoamiletto che sorgeva sopra la chiesa.
Nel biennio 1847-48 si procedette al restauro della parrocchiale, mentre nella seconda metà di quel secolo vennero eseguiti gli affreschi da Giovanni Battista Fino.
Nel 1990 il tetto fu oggetto di un rifacimento, mentre nove anni dopo venne eseguito l'adeguamento liturgico secondo le usanze postconciliari mediante l'aggiunta dell'ambone e dell'altare rivolto verso l'assemblea. 

## Descrizione

### Facciata
La facciata a salienti della chiesa, rivolta a occidente, è suddivisa da una cornice marcapiano in due registri, entrambi scanditi da lesene: quello inferiore, più largo, presenta al centro il portale d'ingresso, sormontato dal frontoncino curvilineo, mentre quello superiore è caratterizzato da una finestra e coronato dal timpano triangolare.
Annesso alla parrocchiale è il campanile a base quadrata, spartito in più ordini da cornice; la cella presenta su ogni lato una monofora a tutto sesto ed è coperta dal tetto a quattro falde.

### Interno
L'interno dell'edificio si compone di tre navate, separate da pilastri e porzioni in muratura abbeliti da lesene e sorreggenti degli archi a tutto sesto, sopra i quali corre la trabeazione modanata e aggettante su cui si imposta la volta di copertura; al termine dell'aula si sviluppa il presbiterio, sopraelevato di due gradini, ospitante l'altare maggiore e chiuso dalla parete di fondo, su cui si aprono due porte che comunicano con la sagrestia e l'abside.
Qui sono conservate diverse opere di pregio, tra le quali la tela raffigurante San Giuseppe Cottolengo assieme ai santi Rocco e Sebastiano, eseguita da Luigi Morgari, le due pale ritraenti il Salvatore con i santi Antonio Abate e Antonio da Padova e la Vergine con i santi Giuseppe e Domenico, il quadro che rappresenta la Vergine in trono e i santi Domenico e Caterina da Siena, firmata da Candida Fenoglio Boffi, e il dipinto avente come soggetto la Vergine col Bambino tra i santi Michele e Lorenzo.